# 法拉格特广场

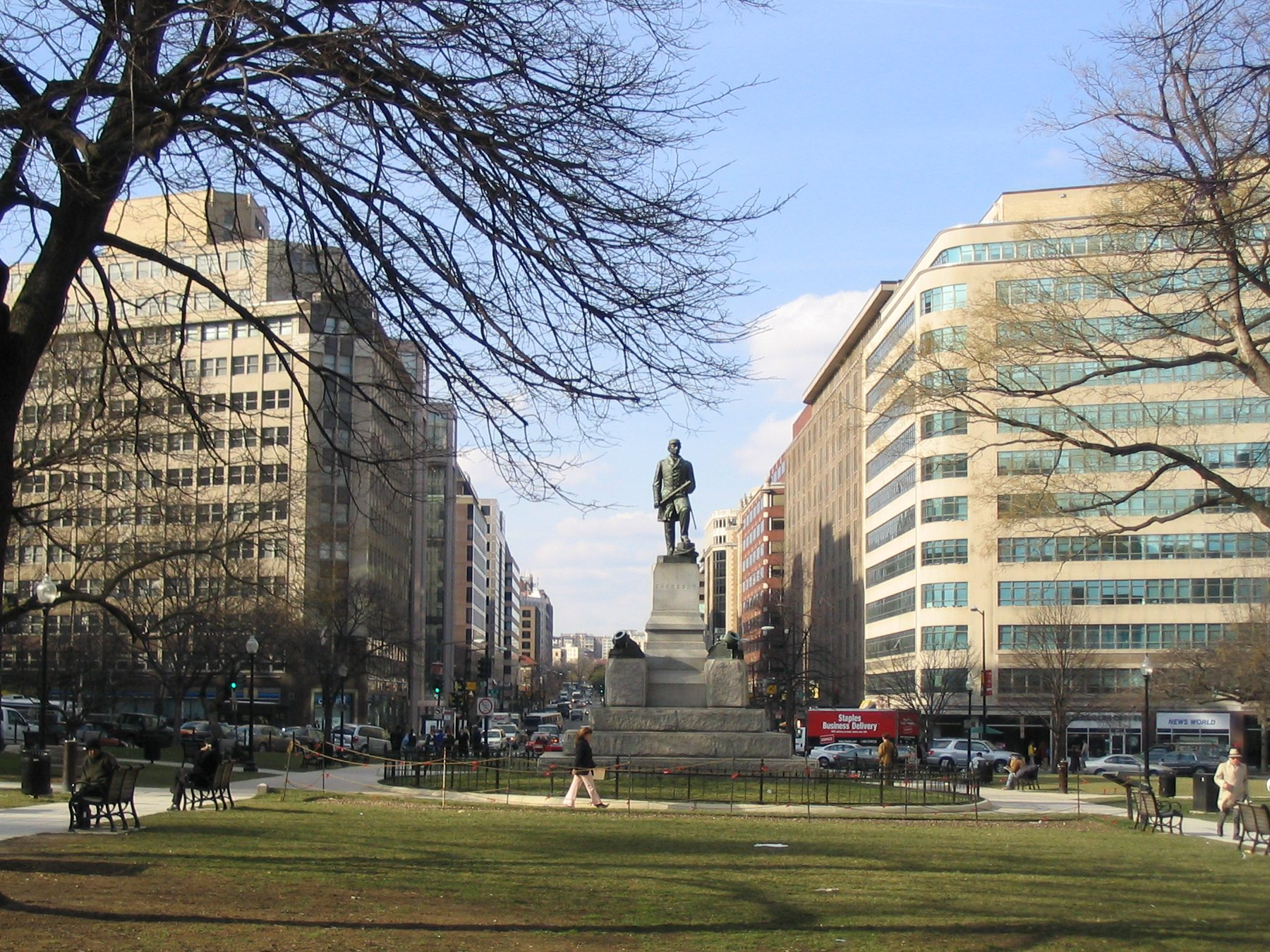
法拉格特广场

法拉格特广场（Farragut Square）是华盛顿特区的一个城市广场，北到K街，南到I街，西到17街, 打断康涅狄格大道。 华盛顿地铁此处有两个地铁站：红线的法拉格特北站，和蓝线、橙线和银线的法拉格特西站。

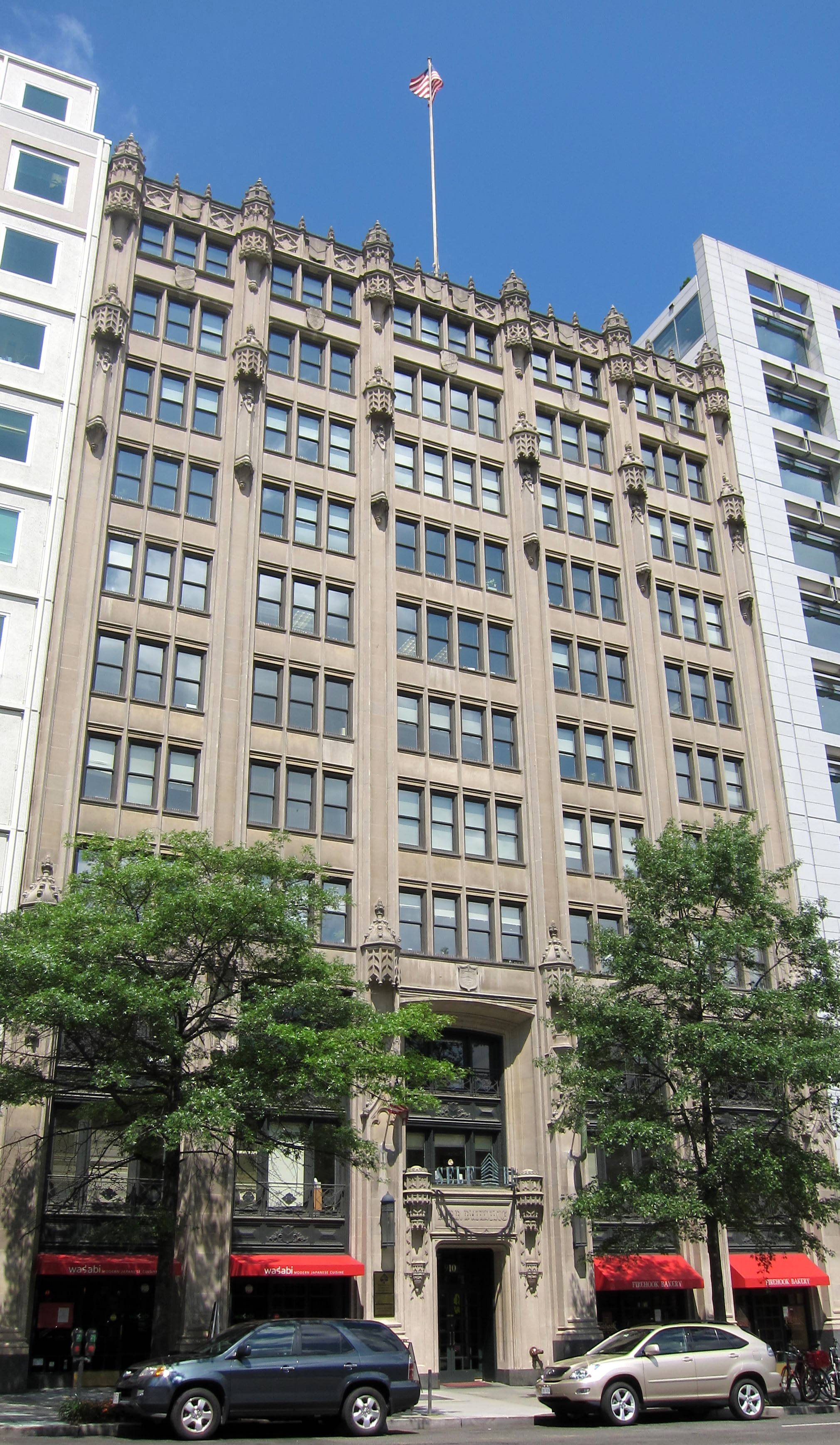

法拉格特广场是市中心繁华商业和商务区的中心，包括大酒店，法律和专业机构，新闻媒体机构，旅行社，以及无数的餐厅。广场上最显眼的机构是东南侧的陆海军俱乐部。

## 雕像

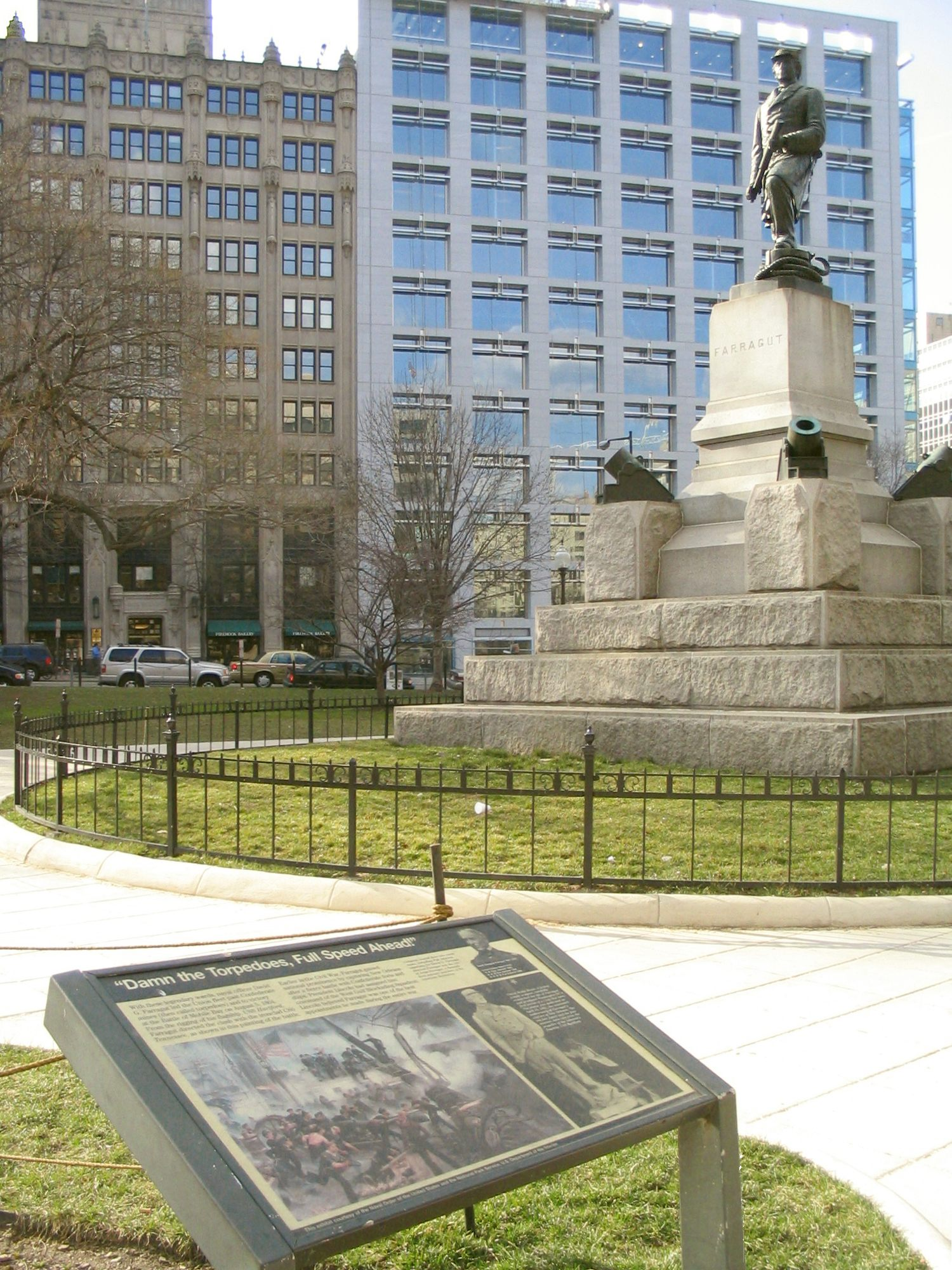
法拉格特海军上将

广场的中央是美国内战期间海军上将戴维·法拉格特的雕像。1881年4月25日揭幕。